# Mlýnka (přítok Olše)
Mlýnka (čhp 2-03-03-0710) je levostranný přítok řeky Olše u Dětmarovic v okrese Karviná. Je dlouhá 6,3 km a její plocha povodí je 12,11 km².

## Popis
Mlýnka pramení v katastrálním území Doubrava v části Oplíží na severním svahu kopce Doubrava (282 m n. m.). Teče severním směrem na katastrální území Koukolná a Dětmarovice. V ř. km 4,7 se směřuje k severozápadu do zastavěného intravilánu a následně protéká pod silnicí I/67, v ř. km 4 zleva přibírá vodní tok Glembovec a pokračuje severním směrem. V ř. km 3,4 mění směr na severovýchod a v ř. km 2,734 překonává železniční trať Bohumín–Čadca, obloukem obtéká areál elektrárny Dětmarovice na severozápad a v severní části území Dětmarovic na hranici katastru s obcí Věřňovice v ř. km 11,6 ústí do řeky Olše.
V oblasti ústí je Přírodní památka Niva Olše–Věřňovice a lužní les v Lyngu. Mlýnka je ve správě státního podniku Povodí Odry.